# Спрингфилд (Симпсонови)
Спрингфилд (енгл. Springfield) је измишљени град из анимиране ТВ серије Симпсонови. Налази се близу Шелбивила и главног града неименоване државе. Додуше име града се спомиње у филму Симпсонови (део филма на ком Нед Фландерс гледа рекламу на којој се спомиње граница Охаја, Неваде, Мејна и Кентакија).. Градоначелник овог града је Џо Квимби.